# تاریخ یهودیان در انگلستان

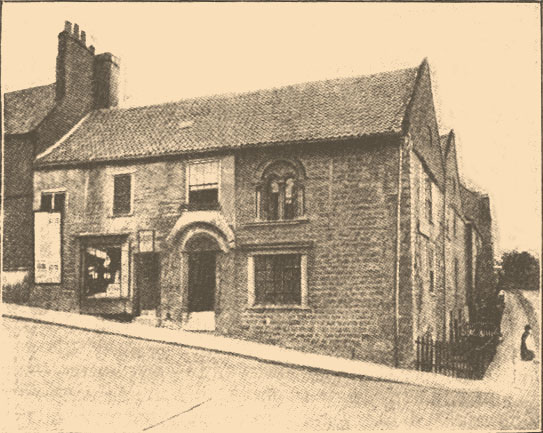
تصویر از دایره المعارف یهودی بروکهاوس و افرون (1906-1913)

| این مقاله قسمتی از سری مقاله‌های مربوط به تاریخ یهودیان در انگلستان |
| تاریخ اولیه (۱۰۶۶-۱۲۰۰)                                            |
| اساس‌نامه یهودیت (۱۲۷۵)                                             |
| اخراج یهودیان از انگلستان (۱۲۹۰)                                   |
| بازگشت (۱۶۵۵)                                                      |
| مارانوها در انگلستان                                               |
| قانون تابعیت یهودی ۱۷۵۳                                            |
| تاثیرات                                                            |
| رهایی                                                              |
| ادیبات اولیه                                                       |
| چوت‌ها                                                              |
| مرتبط                                                              |
| یهودیان بریتانیا • فهرست                                           |
| تاریخ یهودیان در ایرلند                                            |
| تاریخ یهودیان در اسکاتلند                                          |
| تاریخ یهودیان در ولز                                               |
|                                                                    |
| نمایش بحث ویرایش                                                   |

تاریخ یهودیان در انگلستان (انگلیسی: History of the Jews in England) به زمان ویلیام اول بازمی‌گردد. اولین گروه یهودی در انگلستان در سال ۱۰۷۰ میلادی ساکن شدند. سکونت یهودیان تا زمانی که همه آنها توسط ادوارد اول از انگلستان در سال ۱۲۹۰ میلادی اخراج شدند ادامه داشت. بعد از اخراج یهودیان، جامعه یهودی رسمی در انگلستان وجود نداشت و یهودیت تنها به صورت مخفی مورد پیروی قرار می‌گرفت. این وضع تا زمان اولیور کرامول ادامه داشت که در سال ۱۶۵۶ بعد از اینکه یهودیان به صورت علنی در انگلستان حضور پیدا کردند به آنان اجازه داد تا باقی بمانند. در سال ۱۷۵۳ میلادی قانونی برای شهروندی یهودیان تدوین شد ولی بیش از چند ماه ادامه نیافت. در سال ۱۸۲۹ یهودیان اجازه یافتند که در پارلمان حضور یابند؛ ولیکن با این وجود بنیامین دیسرائیلی که یهودی بود بسیار قبل از این در پارلمان حضور داشت. در سال ۱۸۴۶ قانون پوشیدن لباس خاص برای یهودیان لغو شد. به دلیل اینکه در قرن ۱۹ جنبشهای ضدیهودی در انگلستان بسیار کم بود درصد زیادی از یهودیان اروپای شرقی به این کشور مهاجرت نمودند. همچنین در سالهای ۱۹۳۰ و ۱۹۴۰ بعضی یهودیان به انگلستان مهاجرت کردند تا از دست نازیها فرار کنند. به دلیل اینکه یهودستیزی در انگلستان معمولاً به آلمانی ستیزی عجین بود و بیشتر یهودیان با آلمانی‌ها یکی دانسته می‌شدند بسیاری از یهودیان نامهای خانوادگی خود را تغییر دادند تا به نظر انگلیسی برسند. امروزه حدود ۳۰۰۰۰۰ نفر یهودی در انگلستان ساکن هستند و انگلستان دومین جمعیت یهودیان در اروپا و پنجمین جمعیت یهودیان در دنیا را به خود اختصاص داده‌است.

## اولین حضور
قبل از سال ۱۰۶۶ میلادی چیزی در مورد حضور یهودیان در سرزمین انگلستان وجود ندارد. یهودیان در ابتدا برای کمک به ضرب سکه و مسائل مالی به انگلستان آورده شده و در خدمت شاه بودند. تلاشهایی برای رسمی کردن حضور یهودیان انجام شد. هنری اول به یهودیان اجازه داد که در کشور آزادانه حرکت کرده و خرید و فروش نمایند. آنها اجازه یافتند که به جای انجیل بر روی تورات قسم بخورند؛ ولیکن سوگند یهودیان شرایطی خاص داشت و تنها با سوگند ۱۲ مسیحی برابر دانسته می‌شد. در زمان شاه استفان رابطه جنتیلها و یهودیان بد شد. استفان خانه یک یهودی را در آکسفورد سوزاند. در سال ۱۱۴۴ اتهام خون به یهودیان در مورد ویلیام نورویچی زده شد. در زمان هنری دوم اوضاع دوباره آرام شد و یهودیان به شدت در انگلستان فعالیت خود را زیاد کردند. هنری دوم دید مثبتی به یهودیان داشت و از آنها برای مسائل مالی کمک می‌گرفت؛ ولیکن بعد در زمان جنگ با صلاح الدین ایوبی او اموال بسیاری یهودیان را از آنها برای مخارج جنگ گرفت. در قرن ۱۲ میلادی هارون لینکلن ثروتمندترین فرد انگلستان بود. در این زمان او که یهودی بود از پادشاه انگلستان ثروتمندتر بود. در زمان مرگ او شاه دستور داد که تمامی اموالی که از طریق ربا به دست آورده شده‌است به نفع شاه ضبط شود. در سالهای ۱۱۸۰ و ۱۱۹۰ شورشهای ضدیهودی شدیدی در لندن و یورک صورت گرفت. در سال ۱۲۷۸ تمامی یهودیان انگلستان به اتهام ضرب سکه تقلبی دستگیر شدند. ادوارد اول به شدت یهودستیز بود و از یهودیان متنفر بود. در سال ۱۲۹۰ او دستور داد که تمامی یهودیان از انگلستان اخراج شوند. آنها تنها اجازه یافتند که هر چه می‌توانند با دست خود ببرند داشته باشند. تنها تعداد کمی از یهودیان با خواهش از پادشاه اجازه یافتند که اموال خود را قبل از رفتن بفروشند. از این زمان تا سال ۱۶۵۵ میلادی هیچ آمار رسمی از حضور یهودیان در انگلستان وجود ندارد.

## بازگشت یهودیان
در قرن ۱۷ تعداد زیادی از یهودیان مارانو در انگلستان ساکن شدند. یهودیان بریتانیا توانستند تجارت بزرگی در امپراتوری بریتانیا ایجاد کنند. در سال ۱۶۵۰ میلادی حاخام آمستردام مناسه بن اسرائیل به نزد اولیور کرامول رفت و او را متقاعد کرد که اجازه دهد دوباره یهودیان در انگلستان ساکن شوند. این مسئله در ابتدا مخالفتهای زیادی در جامعه مذهبی انگلستان ایجاد کرد ولیکن سرانجام کرامول به یهودیان اجازه داد تا دوباره به انگلستان بازگردند. از این سال تا سال ۱۶۹۰ حدود ۴۰۰ خانواده یهودی به انگلستان آمدند. در سال ۱۷۵۳ قانونی برای اعطای شهروندی به یهودیان تدوین شد که به دلیل مخالفت گسترده عملی نشد. در این سالها یهودیان کنترل تجارت بخشهای مهمی از انگلستان را در اختیار داشتند و ممکن است این قانون توسط شاه به دلیل پاداش برای فعالیتهای اقتصادی آنان تدوین شده بوده باشد. در سالهای ابتدایی قرن ۱۹ وضعیت یهودیان به شدت بهبود یافت. در سال ۱۸۳۷ میلادی ملکه ویکتوریا موسی مونتیفیوری را شوالیه کرد. چهارسال بعد ایزاک گلدسمیت یک بارون شد. این اولین باری بود که یک یهودی لقبی اشرافی دریافت می‌کرد. در سال ۱۸۵۸ میلادی لیونل روثشیلد اجازه یافت در مجلس عوام حضور یابد. در این زمان بنیامین دیسرائیلی که یهودی زاده بود ولی مسیحی شده بود در مجلس حضور داشت. در سال ۱۸۶۸ دیسرائیلی نخست‌وزیر انگلستان شد. در سال ۱۸۸۴ ناتان مایر روتشیلد اولین عضو یهودی مجلس لردها گردید. در اواخر قرن ۱۹ یهودیان به صورت کامل درتمامی عرصه‌ها حضور داشته و در نظر اجتماع مورد قبول بودند. در اواخر قرن ۱۹ و شورشهای یهودستیزانه در اروپای شرقی و روسیه تعداد زیادی از یهودیان به انگلستان مهاجرت کردند. در این زمان جمعیت یهودی از ۴۶۰۰۰ نفر در سال ۱۸۸۰ به ۲۵۰۰۰۰ نفر افزایش یافت. در زمان جنگ جهانی اول حدود ۵۰۰۰۰ یهودی در ارتش انگلستان خدمت کردند. سربازان یهودی در منطقه فلسطین نقش زیادی در جنگ داشتند. یکی از مهم‌ترین اثرات این جنگ اعلامیه بلفور و اعطای سرزمین فلسطین به یهودیان توسط دولت انگلستان بود.
در دهه ۱۹۳۰ میلادی، یهودستیزی در انگلستان شدت گرفت. در طی جنگ جهانی دوم تعداد زیادی از یهودیان اجازه یافتند در سرزمین فلسطین ساکن شوند. در زمان جنگ سازمان های صهیونیستی تعداد بیشتری یهودی را به فلسطین منتقل کردند.